# Antoine Lefort (diplomate)
Cet article concerne le diplomate luxembourgeois. Pour le juriste luxembourgeois, voir Antoine Lefort (juriste).
Antoine Lefort dit Tony Lefort, né le 13 mai 1879 à Diekirch (Luxembourg) et mort le 19 mars 1928 à Luxembourg-Ville (Luxembourg), est un diplomate, ingénieur et homme politique luxembourgeois, membre du Parti de la droite (RP).
Du 24 février 1916 au 28 septembre 1918, Antoine Lefort est Directeur général — soit l'équivalent de ministre de nos jours — des Travaux publics dans les gouvernements dirigés par Victor Thorn et Léon Kauffman dans le cadre de l'occupation allemande du Luxembourg pendant la Première Guerre mondiale,,.
Il est le père du résistant luxembourgeois Émile Lefort.

## Distinctions et récompenses
- Grand officier de l'ordre des Saints-Maurice-et-Lazare[5] (Italie)
- Grand officier de l'ordre d'Orange-Nassau[5] (Pays-Bas)
- Commandeur de la Légion d'honneur[5] (France)
- Commandeur de l'ordre d'Adolphe de Nassau[5] (Luxembourg)
- Officier de l'ordre de la Couronne de chêne[6] (promotion 1920, Luxembourg)